# St. Georg (Niederroth)

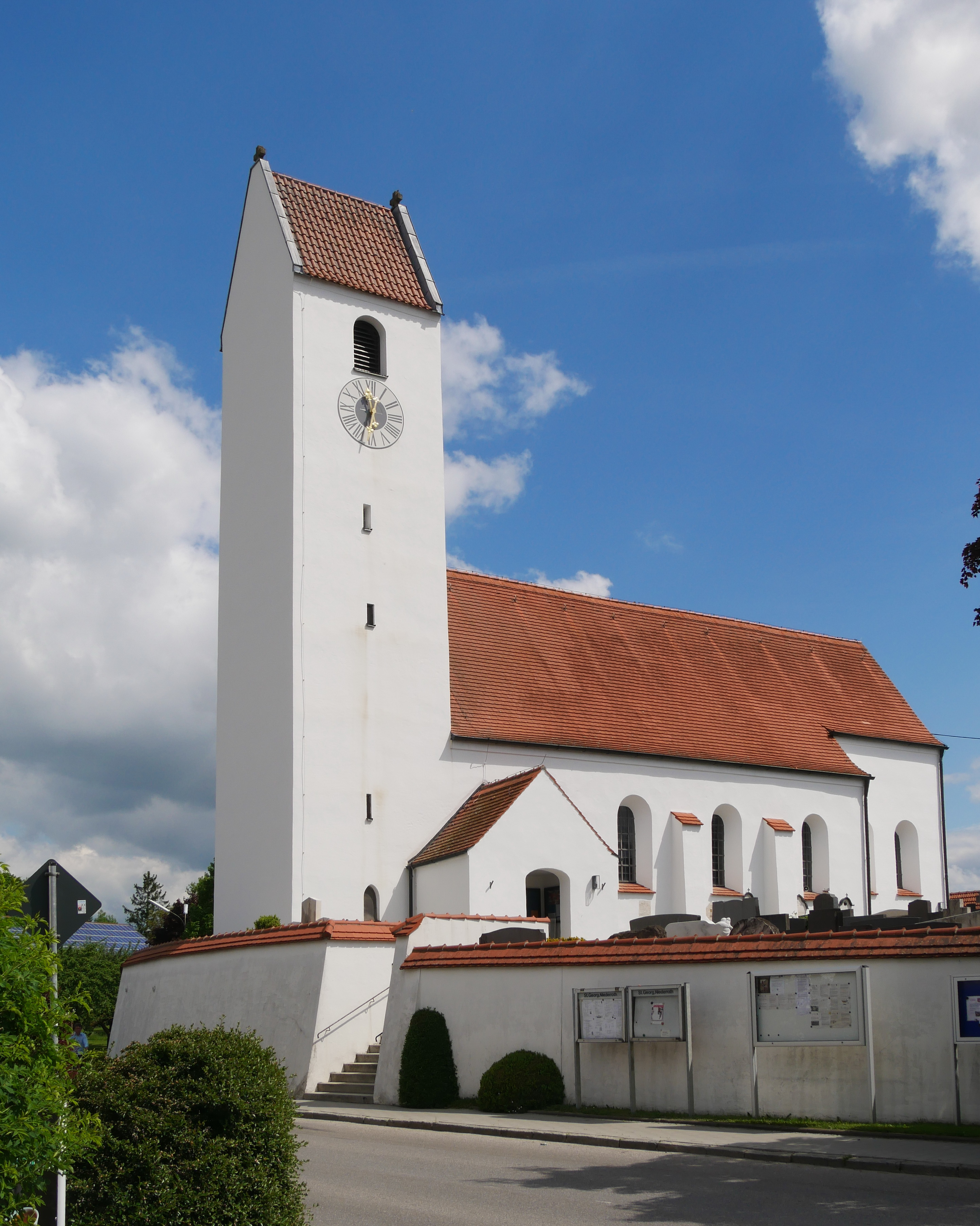
St. Georg in Niederroth

Die römisch-katholische Pfarrkirche St. Georg steht im umfriedeten Kirchfriedhof von Niederroth, einem Gemeindeteil von Markt Indersdorf im oberbayerischen Landkreis Dachau. Die Kirche steht unter Denkmalschutz und ist in der Liste der Baudenkmäler in Markt Indersdorf unter der Nr. D-1-74-131-50 eingetragen. Die Pfarrei gehört zum Dekanat Dachau des Erzbistums München und Freising.

## Beschreibung
Die im Kern romanische Saalkirche wurde spätgotisch erneuert und im 18. Jahrhundert barock umgestaltet. Sie besteht aus dem von Strebepfeilern gestützten Langhaus zu vier Jochen, dem eingezogenen Chor im Osten, der Sakristei an der Nordwand des Chors und dem 20 Meter hohen Kirchturm mit Satteldach im Westen, der  nach Süden verschoben ist. In seinem obersten Geschoss sind die Turmuhr und der Glockenstuhl mit drei Glocken eingebaut. Die älteste Glocke ist die Christkönigsglocke, 200 kg schwer, mit einem Durchmesser von 748 mm, Schlagton d″. Sie wurde 1894 von J. A. Bachmair in Erding gegossen. Zwei größere Glocken aus demselben Jahr mussten abgeliefert werden und wurden für Kriegszwecke eingeschmolzen. Ersatz goss 1950 Karl Czudnochowsky, ebenfalls in Erding. Es sind die Marienglocke mit 268 kg, 825 mm Durchmesser, Ton a′ sowie die Wetterglocke mit 626 kg, 1062 mm Durchmesser, Ton fis′.
Der Innenraum des Langhauses ist mit einem Stichkappengewölbe überspannt, der des Chors mit einem Netzgewölbe. Die Altäre und die Kanzel wurden in der zweiten Hälfte des 18. Jahrhunderts errichtet. 

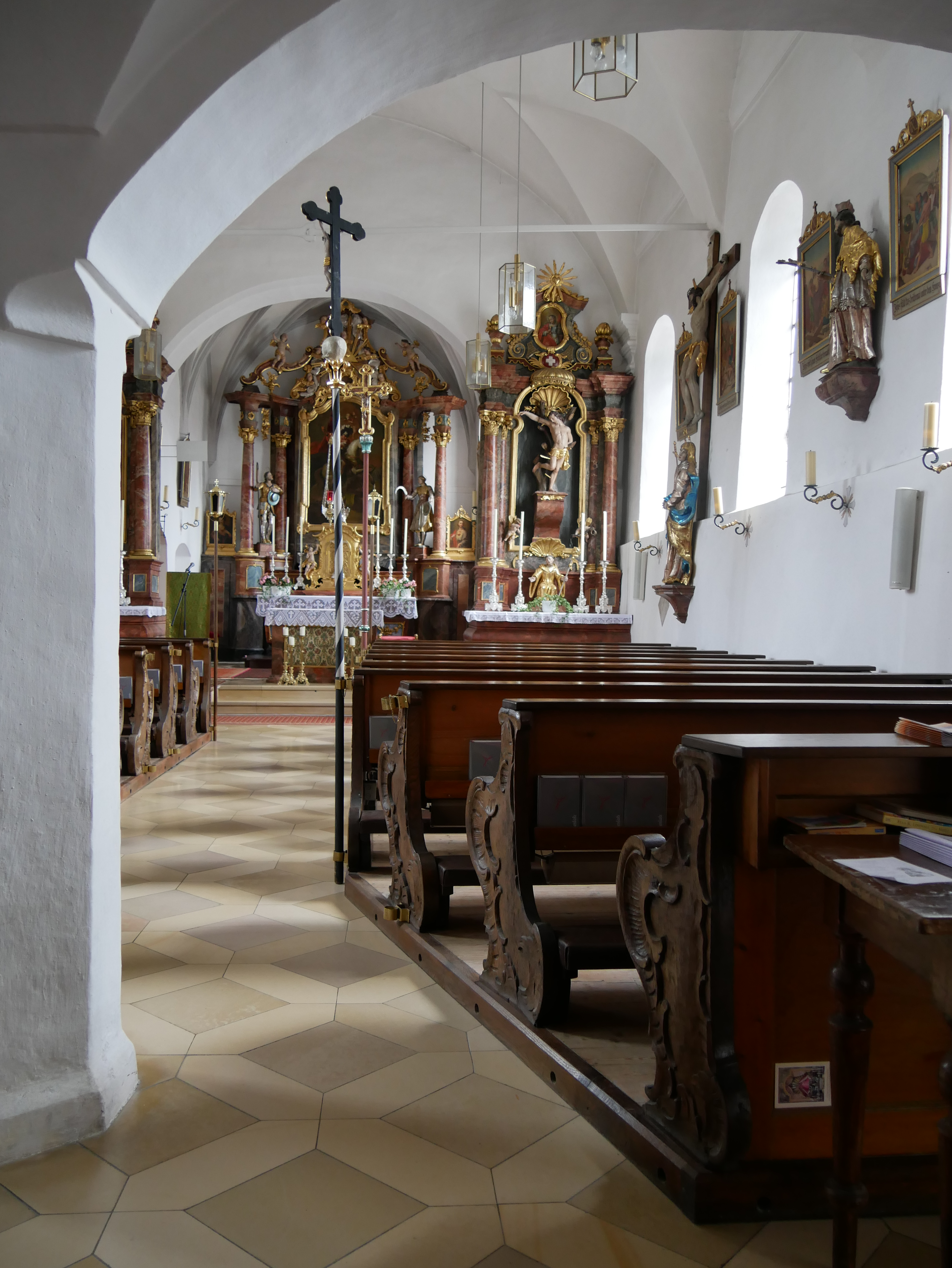
Innenraum

Vor der Rückwand des Hochaltars stehen der Altartisch und der vergoldete Tabernakel in einem Meter Abstand, um durch den Zwischenraum Zugang zu einem Beichtstuhl im unteren Teil des Altars zu geben. Das 1794 von Josef Hauber gestaltete Altarblatt zeigt den Kirchenpatron, den heiligen Georg, beim Kampf mit dem Drachen. Der Altarauszug enthält das „Auge Gottes im Dreieck“ als Symbol der Heiligen Dreifaltigkeit. Als Assistenzfiguren stehen links der heilige Isidor mit dem Dreschflegel als Attribut und rechts die heilige Notburga mit der Sichel.
Die Seitenaltäre entstanden im späten 17. oder frühen 18. Jahrhundert. Der linke Altar ist der Gottesmutter Maria und ihrer Mutter, der heiligen Anna gewidmet. Zentrales Bild ist eine um 1680 geschnitzte Madonna mit dem Jesuskind. Darunter an der Predella steht eine Figur der Mutter Anna, die die Tochter Maria das Lesen lehrt. Im Altarauszug deutet der Pfeil in dem Bild auf die heilige Ursula hin. Der rechte Altar ist dem heiligen Sebastian und dem heiligen Leonhard gewidmet. In der Mittelnische steht eine große Sebastiansfigur aus der Zeit um 1730 und auf dem Altartisch eine kleine Figur des heiligen Leonhard aus der Zeit um 1700. Im Auszugsgemälde ist die heilige Barbara dargestellt.

## Orgel
Die Orgel stammt aus dem Kloster Taxa. Sie wurde um 1770 von einem unbekannten Orgelbauer errichtet und nach der Säkularisierung 1803 hierher transferiert. Um 1850 wurde sie von einem unbekannten Orgelbauer erweitert und verfügt nun über acht Register auf einem Manual und Pedal. Das rein mechanische Schleifladen-Werk, welches mit einem klassizistischen Gehäuse des frühen 19. Jahrhunderts ausgestattet ist hat folgende Disposition:
| Manual C–c3 |    |
| Principal   | 8′ |
| Dolce       | 8′ |
| Salicional  | 8′ |
| Flöte       | 8′ |
| Gedackt     | 8′ |
| Flöte       | 4′ |
| Mixtur      | 2′ |

| Pedal C–f0 |     |
| Subbaß     | 16′ |

- Koppeln: Pedal fest angekoppelt